# Юн Сок Ёль
Юн Сок Ёль (кор. 윤석열?, 尹錫悅?, по транскрипционной системе Концевича — Юн Согёль; род. 18 декабря 1960, Сеул) — южнокорейский государственный и политический деятель. Президент Республики Корея с 10 мая 2022 года по 4 апреля 2025 года, отстранён от должности в результате импичмента. До президентства строил прокурорскую карьеру, дослужился до поста генерального прокурора Республики Корея и занимал эту должность в период с 25 июля 2019 по 4 марта 2021 года. Одержал победу на президентских выборах 2022 года, будучи кандидатом от основной оппозиционной правоконсервативной партии «Сила народа». Юн Сок Ёль стал самым краткосрочным президентом Южной Кореи, избранным прямым голосованием, в истории демократической республики.
Родившийся в Сеуле, Юн получил степени бакалавра и магистра права в Сеульском национальном университете. В качестве главы Центральной прокуратуры Сеула он сыграл ключевую роль в осуждении бывших президентов Пак Кын Хе и Ли Мён Бака за злоупотребление властью. В 2019 году президент Мун Чжэ Ин назначил Юна генеральным прокурором Южной Кореи. На этом посту Юн инициировал расследования в отношении Чо Гука, министра юстиции и влиятельного фигуранта администрации Муна, что привело к отставке Чо. Конфликты с администрацией Муна способствовали росту популярности Юна среди консервативных избирателей.
В июне 2021 года Юн объявил о своём участии в президентских выборах 2022 года, присоединился к партии «Сила народа» в июле и в ноябре был выдвинут её кандидатом. Считаясь консервативным и экономически либеральным политиком, Юн выступал за дерегулирование экономики и предлагал упразднить Министерство по делам гендерного равенства и семьи. 9 марта 2022 года он с минимальным отрывом победил кандидата от «Демократической партии» Ли Чжэ Мёна и вступил в должность 10 мая, став первым избранным президентом, родившимся после окончания боевых действий Корейской войны.
Во внешней политике Юн занял более жёсткую позицию по отношению к Северной Корее и стремился к улучшению отношений с Японией. Однако его действия во время трагедии в Сеуле в 2022 году и затяжной медицинский кризис вызвали критику. На парламентских выборах 2024 года его партия потерпела поражение, что ослабило его политические позиции. В период его правления наблюдался откат в демократических процессах и усиление авторитарных тенденций, а рейтинги одобрения оставались низкими.
Юн стал первым действующим президентом в истории Южной Кореи, против которого был выдан ордер на арест. В январе 2025 года он был арестован и заключён под стражу по обвинению в попытке мятежа, когда 3 декабря 2024 года он ввёл военное положение и направил войска в Национальное собрание, чтобы помешать законодателям проголосовать за отмену военного положения.. 4 апреля 2025 года Конституционный суд единогласно подтвердил его импичмент, официально завершив его президентство.

## Ранние годы
Юн Сок Ёль родился в Бомун-дон, (район Сонбук) в Сеуле в 1960 году и вырос в сеульском районе Содэмун. Его отец, Юн Гиджун (1931—2023) — педагог, окончил Университет Ёнсе и Университет Хитоцубаси, позже основал Корейское статистическое общество, а впоследствии являлся действительным членом Национальной академии наук Республики Корея. Его мать родилась в Канныне и преподавала в Женском университете Ихва, прежде чем покинуть эту должность после замужества.
Юн учился в средней школе Чхунгам, а после изучал право в Сеульском национальном университете. Вскоре после восстания в Кванджу Юн и его коллеги устроили инсценированный суд, на котором он выступил в роли обвинителя, требуя смертной казни для Чон Ду Хвана, тогдашнего президента республики. После инсценированного суда Юн сбежал в провинцию Канвондо.
В 1982 году Юн был освобождён от военной службы из-за анизометропии. Позже Юн говорил, что не может получить водительские права из-за этого состояния.
Юн сдал первую часть экзамена на адвоката на 4-м курсе университета, но провалил вторую. Он продолжал терпеть неудачи в течение следующих девяти лет. Причины его неудачных попыток не ясны, но основной считается инсценированный судебный процесс, который он провёл против президента. В конце концов он прошёл адвокатскую сертификацию в 1991 году.

## Прокурорская карьера

### Начало работы
Юн начал свою карьеру в прокуратуре Тэгу в 1994 году. Он возглавил Особое управление и Центральное следственное управление, которые расследовали дела, связанные с коррупцией. В 1999 году он арестовал помощника комиссара Пак Хи Вон, который был замешан в коррупции, несмотря на решительные возражения бюрократов из правительства Ким Дэ Чжуна.
В январе 2002 года Юн некоторое время работал юристом в Bae, Kim & Lee, но ушёл, так как почувствовал, что не подходит для этой должности. По возвращении в качестве прокурора он привлёк к ответственности таких сторонников президента Но Му Хёна, как Ан Хи Джон и Кан Гым Вон. В 2006 году он задержал Чон Монгу за его соучастие в деле о взятках в Hyundai Motor Company. В 2008 году он работал в независимой группе юрисконсультов, занимавшейся расследованием инцидента с манипулирования ценами на акции BBK, связанного с президентом Ли Мён Баком.
В 2013 году Юн возглавил специальную следственную группу, которая расследовала причастность Национального агентства разведки (НАР) к скандалу с манипулированием общественным мнением в 2012 году. Юн добивался судебного преследования бывшего главы НАР Вон Сей Хуна за нарушение Закона о выборах публичных должностных лиц. Он обвинил министра юстиции Хван Гё Ана во влиянии на его расследование. В результате он был понижен в должности и переведён из прокуратуры Сеула в прокуратуру Тэгу и Тэджона.
Позже Юн возглавил расследование в группе специального прокурора Пак Ён Су, которая расследовала обвинения, связанные со скандалом с Чхве Сун Силь в 2016 году, в котором участвовали также вице-председатель Samsung Ли Джэ Ён и тогдашний президент Кореи Пак Кын Хе. В дальнейшем этот скандал привёл к импичменту президента страны в декабре 2016 года.
19 мая 2017 года новоизбранный президент Мун Чжэ Ин назначил Юна начальником прокуратуры Центрального района Сеула. Обвинение было предъявлено двум бывшим президентам Ли Мён Баку и Пак Кын Хе, а также трём бывшим руководителям НАР, бывшему главному судье Ян Сон Тэ и более чем 100 другим бывшим чиновникам и руководителям предприятий в период его пребывания в должности. Юн также руководил расследованием бухгалтерского мошенничества в Samsung.

### Генеральный прокурор
17 июня 2019 года Юн был назначен генеральным прокурором, заменив Мун Му Ира. Его кандидатуру приветствовали правящая «Демократическая партия» и «Партия за демократию и мир», но против выступили «Свободная Корея» и «Парынмирэдан». «Партия справедливости» оставалась нейтральной к назначению. 16 июля он был официально назначен новым генеральным прокурором, а срок его полномочий начался через 9 дней. Президент Мун приказал ему сохранять нейтралитет, добавив, что любые виды коррупции должны строго расследоваться, даже если они связаны с правительством.
Юн вёл расследование в отношении министра юстиции Чо Кука, замешанного в различных скандалах. Его решение о судебном преследовании приветствовалось оппозицией, но осуждалось «Демократической партией» и её сторонниками.
После того, как Чу Ми Э была назначена новым министром юстиции, она подала в суд на нескольких прокуроров, близких к Юну. Чу объяснила своё решение тем, что Юн не представил план реорганизации своего отдела, который она запросила. Однако это было расценено Синим домом как месть за преследование Чо Кука.
В апреле 2020 года депутаты от «Демократической партии» снова предъявили претензии к Юну и призвали его уйти в отставку, поскольку было начато расследование дел о нарушении Закона о выборах с участием как правящих, так и оппозиционных политиков, а также подозрений в фальсификации результатов выборов мэра Ульсана в 2018 году.
24 ноября 2020 года министр юстиции Чу Ми Э отстранила Юна от должности, сославшись на предполагаемые нарушения этических норм, злоупотребление властью и вмешательство в расследования в отношении его соратников и членов семьи. Юн подал судебный запрет на постановление министра об отстранении от должности, которое было одобрено Административным судом Сеула 1 декабря, временно приостановив отстранение. 16 декабря Министерство юстиции отстранило Юна на два месяца, приняв четыре из шести основных обвинений в дисциплинарном взыскании. Впоследствии это решение было одобрено президентом Муном. Однако 24 декабря, после судебного запрета, поданного в Административный суд Сеула, приостановка была отменена, поскольку суд принял заявление Юна о том, что процесс его отстранения был несправедливым.
4 марта 2021 года Юн Сок Ёль подал в отставку, которую принял президент Мун.

## Политическая деятельность

### Президентская кампания 2022 года
Юн считался потенциальным кандидатом в президенты на выборах 2022 года после скандала с Чо Куком (фальсификация академических достижений, которые расследовал Юн) и фигурировал как важный кандидат в опросах общественного мнения по крайней мере с января 2020 года. В опросе, проведённом в январе 2021 года, в котором участвовали все возможные кандидаты в президенты, Юн лидировал как наиболее предпочтительный, набрав 30,4 % голосов, что больше, чем представители правящей «Демократической партии» Ли Чжэ Мён и Ли Нак Ён.
29 июня 2021 года Юн официально выдвинул свою кандидатуру на президентских выборах 2022 года. 12 июля он зарегистрировался в Национальной избирательной комиссии как независимый кандидат.
30 июля официально присоединился к консервативной «Силе народа». До этого Юн был политически независимым, хотя его народная поддержка исходила в основном от консерваторов.
В период предварительных выборов Юн подвергся критике за несколько предполагаемых оплошностей и противоречивых заявлений. В июле Юн выступал за 120-часовую рабочую неделю, критикуя политику президента Муна в отношении 52-часовой максимальной рабочей недели. Юн выступал за дерегулирование стандартов безопасности пищевых продуктов, потому что, по его мнению, «беднякам должно быть разрешено есть некачественную пищу по более низким ценам», ссылаясь на книгу экономиста Милтона Фридмана 1980 года «Свобода выбора: персональное утверждение» как на источник вдохновения для этой идеи. В августе Юн заявил, что недавнее феминистское движение в Южной Корее стало важным фактором, усугубившим проблему низкой рождаемости в стране. Позже на той же неделе Юн заявил в интервью Busan Ilbo, что в результате ядерной катастрофы на Фукусима-1 «практически не было утечки радиации», потому что «сами реакторы не разрушились».
2 сентября новостной сайт Newsverse опубликовал статью, в которой утверждалось, что во время своего пребывания на посту генерального прокурора Юн приказал старшему прокурору и политику подать политически мотивированные уголовные заявления на политиков «Демократической партии» в преддверии выборов в парламент 2020 года в попытке повлиять на выборы. В статье утверждалось, что Юн приказал старшему прокурору Сон Джун Сону подать жалобы на оппозиционных кандидатов от «Демократической партии» и приказал члену Национальной ассамблеи Ким Уну подать уголовные жалобы на политиков и журналистов дружественных «Демократической партии». В ответ на обвинения Управление по расследованию коррупции среди высокопоставленных должностных лиц Верховной прокуратуры начало внутреннее расследование. Юн отверг обвинения и в ответ на обвинения и расследование сообщил об осведомителях Чо Сон Ыне и директоре Национальной разведывательной службы Пак Джи Воне. Вскоре после того, как обвинения были опубликованы, поддержка основного кандидата от «Силы народа» Хон Чжун Пхё резко возросла, что сделало Хона самым значительным соперником Юна в самом начале избирательного цикла.
Во время первичных дебатов 1 октября среди всех квалифицированных кандидатов в президенты от «Силы народа» у Юна на левой ладони был написан иероглиф ханча, означающий «король», талисман на удачу, который часто пишут по совету шаманов. Вскоре после этого стало широко известно, что у Юна также была метка на руке во время предыдущих двух первичных дебатов. Основные противники Юна, в том числе Хон Чжун Пхё и Ю Сын Мин, критиковали Юна за использование шаманских практик и нелестно сравнивали его со скандалом экс-президента Пак Кын Хе, которая позволила шаману иметь чрезмерное влияние на её решения. В ответ на критику Юн заявил, что «сторонник нарисовал это как послание поддержки, побуждающее меня быть уверенным, как король во время дебатов».
В октябре Юн сделал комплиментарное высказывание о бывшем ультраправом военном диктаторе Республики Кореи Чон Ду Хване. Во время встречи с официальными лицами «Силы народа» в Пусане Юн заявил, что «многие люди до сих пор считают, что Чон преуспел в политике, за исключением военного переворота и восстания в Кванджу». Чон Ду Хван считается весьма противоречивой фигурой в Южной Корее, которая несёт ответственность за многочисленные нарушения прав человека, включая пытки и убийства невинных гражданских лиц. Юн позднее извинился за свои заявления. Однако вскоре после извинений он опубликовал в своём Instagram-аккаунте фотографию, на которой он кормит яблоком свою собаку. Поскольку слова «яблоко» и «извинение» являются омографами в корейском языке (사과), это было истолковано как насмешка над собственным извинением. Высказывания о Чоне, а также пост в Instagram подверглись критике со стороны всех трёх оставшихся кандидатов на праймериз от «Силы народа». Юн снова извинился за свои замечания, когда 10 ноября посетил Национальное кладбище 18 мая в Кванджу, хотя его визит был встречен протестующими.
5 ноября 2021 года Юн официально выдвинул свою кандидатуру от «Силы народа» на президентских выборах 2022 года. Победа пришла после того, как Юн подавил всплеск поддержки конкурирующего кандидата Хон Чжун Пхё в последние недели предварительных выборов. Номинация стала результатом четырёхдневного голосования членов партии и широкой общественности. Юн Сок Ёль получил 47,85 % голосов, в то время как Хон Джун Пхё получил 41,50 % голосов, Ю Сын Мин — 7,47 % голосов, а Вон Хи Рён завоевал 3,17 % голосов.

## Президентство
10 мая 2022 года в 11:00 по местному времени официально вступил в должность президента Республики Корея. Примечательно, что своё президентство Юн начал с исторически самой низкой популярностью новоизбранного лидера (47,85 %).
В октябре 2024 года лидер правящей партии «Сила народа» Хан Дон Хун призвал президента Юн Сок Ёля публично извиниться в связи с политическим скандалом, связанным с его женой Ким Кон Хи (её подозревают в причастности к махинациям с акциями, получении в подарок дорогостоящей сумки и вмешательстве в парламентские выборы, состоявшиеся в апреле 2024 года). Он также предложил провести полную кадровую реорганизацию администрации президента и назначить специального инспектора для расследования обвинений в коррупции среди членов семьи президента.

### Экономическая политика
В 2023 году Юн Сок Ёль предпринял попытку увеличить максимально допустимое количество рабочих часов в неделю с 52 до 69. Однако масштабное общественное недовольство, особенно среди молодёжи, вынудило его поручить правительственным органам пересмотреть это предложение.
Минимальная почасовая ставка оплаты труда на 2025 год была установлена на уровне 10 030 вон. Некоторые представители профсоюзов покинули заседание в знак протеста, посчитав рост недостаточным, однако большинство участников от работодателей и общественных интересов поддержали это решение.

### Энергетическая политика
После аварии на АЭС «Фукусима» в Японии президент Мун Чжэ Ин начал курс на постепенный отказ от атомной энергетики. Однако в 2023 году президент Юн изменил этот курс, возобновив строительство атомных реакторов и поставив цель довести долю ядерной энергии до 34,6 % от общего объема выработки электроэнергии в стране к 2036 году. Он также пообещал сократить выбросы углерода на 40 % от уровня 2018 года к 2030 году.
17 июля 2024 года компания Korea Hydro & Nuclear Power выиграла тендер на строительство двух энергоблоков АЭС в Дукованы, Чехия. Юн заявил, что этот проект станет плацдармом для расширения экспорта южнокорейских технологий в области ядерной энергетики.

### Политика гендерного равенства
После всплеска антифеминистских настроений в 2022 году Юн занял позицию, противоположную феминистской, рассчитывая на поддержку со стороны молодых мужчин. Он также утверждал, что системной дискриминации по половому признаку в Южной Корее больше не существует. Одним из предвыборных обещаний было упразднение Министерства по вопросам гендерного равенства и семей.
К маю 2022 года в составе Государственного совета было всего три женщины, а на уровне заместителей министров — только две. Это вызвало критику в адрес Юна за слабое представительство женщин в правительстве. В ответ он назначил Пак Сун Э министром образования, а Ким Сын Хи — министром здравоохранения, доведя долю женщин-министров до 30 %. Однако уже через 34 дня Пак подала в отставку, а рейтинг президента снизился до 24 % — в основном из-за негативной реакции на её образовательные реформы.

### Предложение о создании полицейского бюро
В июле 2022 года Юн предложил учредить специальное бюро по надзору за полицией, что вызвало протесты среди офицеров, расценивших инициативу как посягательство на политическую нейтральность органов правопорядка.
Министр внутренних дел Ли Сан Мин сравнил протесты с переворотом 1979 года, но позже отказался от этих слов. Юн также осудил действия протестующих, назвав их нарушением дисциплины.
Офис президента пригрозил наказать участников акций, а назначенный Юном глава Национального агентства полиции Юн Хи Кын ещё больше обострил ситуацию, заявив, что полицейским лучше сосредоточиться на заработной плате, а не на вопросе создания нового бюро.

### Трагедия в Сеуле
29 октября 2022 года в сеульском районе Итхэвон в результате давки во время празднования Хэллоуина погибли 158 человек. В ответ Юн объявил национальный траур до 5 ноября. Все мероприятия, связанные с Хэллоуином, по всей стране были отменены. В день трагедии президент Юн Сок Ёль принял участие в экстренном совещании, на котором призвал к оперативному оказанию помощи пострадавшим и проведению проверки мер безопасности на местах массовых мероприятий. На следующее утро он обратился к нации, а позже лично посетил место происшествия.

### Медицинский кризис
6 февраля 2024 года Юн объявил о повышении квоты на приём студентов медицинских факультетов — с 3 058 до 5 058 человек в год, начиная с 2025 года. Это вызвало сопротивление в медицинском сообществе. Ассоциация врачей и объединения интернов начали массовые увольнения и забастовки, утверждая, что это усугубит неравенство между городскими и сельскими районами.
Президент провёл часовое телеобращение, в котором вновь подтвердил курс на увеличение квот. Власти охарактеризовали действия врачей как незаконные и объявили ситуацию в здравоохранении кризисной. Было создано оперативное штабы при участии премьер-министра, началась ежедневная публичная отчётность, а в транспорте, кинотеатрах и лифтах транслировалась социальная реклама, обвиняющая медиков в эгоистичности. Врачи были представлены как «картель», действующий вразрез с общественными интересами.

### Парламентские выборы 2024 года
На выборах 2024 года оппозиция одержала уверенную победу: Демократическая партия получила 175 мест в Национальном собрании, тогда как партия власти — только 108. Ещё 17 мандатов достались другим политическим силам.
Многие стали называть Юна «хромой уткой» — первым президентом, чья партия не контролировала парламент на протяжении всего срока. После поражения ушёл в отставку глава чрезвычайного комитета правящей партии Хан Дон Хун, за ним последовали и другие высокопоставленные чиновники, включая премьер-министра Хан Док Су.
2 сентября 2024 года Юн отказался присутствовать на открытии новой сессии парламента, став первым главой государства, который не явился на церемонию с момента восстановления демократии в 1988 году. В администрации заявили, что парламент «злоупотребляет инициативами по спецрасследованиям и импичментам».

### Попытка мятежа, задержание и арест
Вечером 3 декабря 2024 года в связи с конфликтом с парламентом, подконтрольным оппозиции, Юн Сок Ёль ввёл военное положение, однако парламент проголосовал за его отмену в ту же ночь, после чего президент согласился отозвать свой указ. 14 декабря он был отстранён от должности в результате импичмента.
31 декабря 2024 года Западный окружной суд Сеула выдал ордер на его задержание после того, как он трижды отказался явиться по повестке на допрос в Управление по расследованию коррупции среди высокопоставленных должностных лиц (УРК), которое расследовало обстоятельства введения военного положения. 3 января 2025 года следователи УРК и полиция не смогли его задержать, так как Служба безопасности президента воспрепятствовала этому. 15 января полицейским и следователям удалось проникнуть в резиденцию Юна, задержать его и доставить в штаб УРК для допроса. После допроса, продолжавшегося почти 11 часов, на котором Юн отказался отвечать на вопросы, он был доставлен в сеульский центр заключения в Ыйване. Последующие призывы явиться на допрос 16, 17 и 19 января Юн проигнорировал, оставшись в следственном изоляторе. Ночью 19 января Западный окружной суд Сеула выдал ордер на его арест, после чего он был переведён в одиночную камеру. В результате этого он стал первым в истории задержанным и первым в истории арестованным действующим президентом страны.
4 апреля 2025 года был окончательно отстранён от власти Конституционным Судом Республики Корея за нарушения Конституции.

## Внешняя политика
В декабре 2022 года администрация Юн Сок Ёля представила стратегию Индо-Тихоокеанского региона — всеобъемлющий план, охватывающий экономические и вопросы безопасности в этом макрорегионе. В нём подчеркивалось стремление Южной Кореи к созданию системы регионального взаимодействия, в которой разные страны смогут сотрудничать и развиваться на равных условиях.
25 июля 2023 года Юн посетил Украину после визитов в Литву и Польшу, где принимал участие в саммите НАТО. Он побывал в Буче и Ирпене — городах вблизи Киева. Также при его инициативе впервые были проведены саммиты Южная Корея — Тихоокеанские острова (2023) и Южная Корея — Африка (2024), и он активно продвигает идею проведения саммита Южная Корея — Центральная Азия.
Юн также совершил визит в США и рассматривал возможность поставки оружия Украине после вторжения России.
В октябре 2023 года он осудил атаку ХАМАС на Израиль. Одновременно он стремился укрепить связи с Саудовской Аравией и поддержал участие южнокорейских компаний в строительстве «умного города» Неом. В феврале 2024 года Южная Корея и Саудовская Аравия подписали меморандум о расширении оборонного сотрудничества.
По состоянию на декабрь 2023 года Юн посетил 26 стран, принимая участие в международных мероприятиях, таких как саммиты НАТО (Мадрид 2022 и Вильнюс 2023), APEC, G20 и G7.
Юн также выступал на Генассамблее ООН и конференции Глобального фонда в Нью-Йорке, где встретился с президентом США Джо Байденом.

### G7
Хотя Южная Корея официально не входит в состав G7, рассматривается возможность её присоединения в случае расширения формата. Страна также активно продвигает инициативу G7 Plus. На саммите G7 в мае 2023 года Юн провёл переговоры с лидерами стран «Квад» и выступил с речью, в которой подчеркнул приверженность своей страны международному правопорядку и поддержку Украины в борьбе за мир и свободу.

### Отношения с США
Во время визита спикера Палаты представителей США Нэнси Пелоси в Южную Корею 4 августа 2022 года Юн отказался от встречи с ней, сославшись на то, что находится в отпуске.
В апреле 2023 года Юн и его супруга Ким Кон Хи посетили США по приглашению политиков Кевина Маккарти и Чака Шумера. Визит был приурочен к 70-летию корейско-американского альянса. В своём выступлении перед Конгрессом 27 апреля Юн заявил: «Независимо от того, где вы сидите, вы стоите с Кореей», подчеркнув прочность союзнических отношений.
7 ноября 2024 года, по данным агентства Рёнхап, Юн провёл 12-минутный телефонный разговор с Дональдом Трампом — 45-м президентом США и избранным президентом (47-м). Они обсудили трёхстороннее сотрудничество США, Японии и Южной Кореи, а также ситуацию с Северной Кореей и Украиной.
Несмотря на заявления Трампа о намерении прекратить войну в Украине, некоторые аналитики полагают, что открытость Юна к идее поставок вооружений может обернуться рисками, если США выйдут из конфликта, оставив Южную Корею в уязвимом положении. Также высказываются опасения, что улучшение отношений Трампа с Северной Кореей может ослабить позиции Сеула на фоне отсутствия диалога с Пхеньяном.

### Отношения с Японией
Юн неоднократно подвергался критике со стороны либеральных и ряда консервативных политиков за якобы прояпонскую позицию по вопросам истории и колониального прошлого. Его правительство отказалось требовать от Японии прямых извинений и компенсаций жертвам принудительного труда времён Второй мировой войны, предложив вместо этого выплаты через южнокорейский фонд. Это вызвало резкую реакцию со стороны оппозиции, в том числе «Демократической партии» и «Партии справедливости», а также самих жертв, большинство из которых выразили несогласие с таким решением.
1 марта 2023 года, выступая по случаю Движения 1 марта — дня памяти о движении сопротивления против японской оккупации — Юн заявил, что Корея потеряла суверенитет из-за того, что была не готова к историческим переменам. Эти слова вызвали шквал критики со стороны оппозиции, сравнившей Юна с прояпонскими политиками прошлого.
16 марта 2023 года Юн провёл саммит с премьер-министром Японии Фумио Кисидой в Токио, где обсуждались, в том числе, споры по военным преступлениям. В мае 2023 года Кисида прибыл с ответным визитом в Сеул, однако был раскритикован южнокорейскими СМИ и политиками за то, что не принёс официальных извинений за преступления Японии времён войны.
18 августа 2023 года Юн, Кисида и Байден провели трёхсторонний саммит в Кэмп-Дэвиде, в ходе которого приняли «Принципы Кэмп-Дэвида» — стратегию по сдерживанию Китая, Северной Кореи и России.
Южнокорейские и зарубежные СМИ также критиковали соглашение между правительством Юна и японской ЛДП об исключении упоминания принудительного труда из заявки на включение шахты Садо в список объектов Всемирного наследия ЮНЕСКО.

### Отношения с Украиной
В интервью Reuters 19 апреля 2023 года Юн допустил возможность поставок летального оружия Украине, если произойдут массовые атаки на мирных жителей или грубые нарушения международного гуманитарного права. Он связал поддержку Украины с аналогичной поддержкой, которую получила Южная Корея во время Корейской войны.
В ответ экс-президент России Дмитрий Медведев пригрозил возможными поставками оружия Северной Корее. Политические партии Южной Кореи, включая «Демократическую партию», «Прогрессивную партию» и «Партию справедливости», выступили против военного участия в конфликте, опасаясь санкций России и усиления связей Москвы с Пхеньяном.
В июле 2023 года Юн вновь посетил Украину, а в августе объявил о предоставлении помощи на сумму 394 миллиона долларов на 2024 год, что в восемь раз превышает поддержку 2023 года. 7 ноября 2024 года он вновь заявил, что не исключает поставок оружия Киеву. Тем не менее, большинство граждан Южной Кореи выступили против такой политики.

### Северная Корея
В ноябре 2023 года правительство Юн Сок Ёля приостановило участие Южной Кореи в Всеобъемлющем межкорейском военном соглашении, направленном на снижение напряжённости на Корейском полуострове. Это решение последовало после запуска спутника КНДР.
С момента вступления Юна в должность в 2022 году его администрация заняла жёсткую позицию в отношении Северной Кореи, регулярно делая резкие заявления и проводя политику силового сдерживания. В результате как правительство Южной Кореи, так и режим КНДР подверглись критике за рост напряжённости, в связи с чем некоторые аналитики считают, что полуостров переживает самый серьёзный кризис со времён Корейской войны.

### Отношения с Россией
Юн Сок Ёль придерживался сдержанной, но критически настроенной позиции в отношении России, особенно в контексте углубляющегося военного сотрудничества между Москвой и Пхеньяном.
28 октября 2022 года по вопросу о поддержке Украины в вооружённом конфликте заявил: «Мы оказывали гуманитарную помощь Украине в знак солидарности с международным сообществом, но никогда не предоставляли летального оружия или чего-либо подобного. Мы пытаемся поддерживать мирные отношения со всеми странами мира, включая Россию».
В сентябре 2023 года, выступая на Генеральной Ассамблее ООН, Юн заявил, что предоставление Россией помощи Северной Корее в развитии её программ оружия массового уничтожения в обмен на поставки вооружений для войны в Украине будет рассматриваться как «прямая провокация», угрожающая миру и безопасности как Украины, так и Южной Кореи.
Национальная разведывательная служба Республики Корея сообщила, что Северная Корея отправила в Россию около 12 000 военнослужащих для участия в боевых действиях на территории Украины. В ответ на это Юн подчеркнул, что такая кооперация между Россией и Северной Кореей представляет собой серьёзную угрозу глобальной безопасности и нарушает резолюции Совета Безопасности ООН. Юн также отметил, что его правительство не будет бездействовать в ответ на подобные действия и рассматривает возможность оказания военной помощи Украине.
Несмотря на обострение ситуации, Юн отметил, что Республика Корея стремится поддерживать «максимально гладкие» отношения с Россией, основываясь на взаимных интересах и сотрудничестве в тех областях, где это возможно. Он подчеркнул, что Сеул будет управлять отношениями с Москвой на основе конкретных обстоятельств, сотрудничая в одних вопросах и выражая обеспокоенность в других.

## Политические взгляды
Юн Сок Ёль называет себя представителем консервативного лагеря. Бывший парламентарий Чон Ду Он, также придерживавшийся консервативных взглядов, охарактеризовал Юна как политика правого толка. Политический обозреватель Чин Чжун Квон описал его как сторонника либертарианства. Кроме того, Юна нередко называют социальным консерватором. Его критическое отношение к феминизму, националистическая риторика и враждебность к оппозиции и либеральным СМИ побудили некоторых аналитиков и журналистов сравнивать его стиль с так называемым «корейским Трампизмом» (K-Trumpism) и относить его политику к крайне правому спектру. Сам Юн и его сторонники отвергли эти слухи.

### Экономическая политика
Юн выступает против чрезмерного вмешательства государства в экономику и считается сторонником свободного рынка. Он придерживается взглядов фискального консерватизма и ориентирован на интересы бизнеса. Одним из своих главных интеллектуальных ориентиров он называет Милтона Фридмана и его книгу Free to Choose, в которой отстаиваются принципы экономического либерализма. По данным Центра стратегических и международных исследований (CSIS), Юн стремится сократить экономическую зависимость Южной Кореи от Китая и укрепить устойчивость производственно-сбытовых цепочек.

### Военная политика
Юн активно поддерживает идею о развитии Южной Кореей собственной ядерной программы. В аналитике Фонда Карнеги такая позиция получила обозначение как «ядерный популизм». Исследования показывают, что идея создания собственного ядерного арсенала особенно популярна среди националистически настроенных граждан, а также среди тех, кто настроен критично к США.
22 сентября 2021 года Юн заявил, что в случае серьёзной угрозы со стороны КНДР он будет добиваться возвращения американского тактического ядерного оружия в Южную Корею. Напомним, США вывели свои ядерные вооружения с Корейского полуострова в начале 1990-х годов в рамках договорённостей с Россией и политики разрядки напряжённости на полуострове. Позднее представитель Госдепартамента США Марк Ламберт заявил, что возвращение ядерного оружия противоречит позиции Вашингтона и не рассматривается.
12 ноября 2021 года Юн также дал понять, что готов поддержать расширение развертывания американской системы ПРО THAAD на территории Южной Кореи.

## Личная жизнь
Юн Сок Ёль с 2012 года женат на Ким Кон Хи, которая почти на 12 лет моложе него. У пары нет детей.
Ким является президентом компании Covana Contents, специализирующейся на организации художественных выставок. В её адрес выдвигались обвинения в получении откатов за проведение этих мероприятий, а также распространялись сообщения в южнокорейских СМИ о том, что она приукрасила своё резюме, упомянув связи с бизнес-школой при Нью-Йоркском университете — Stern School of Business. В ответ на возникший скандал Ким принесла публичные извинения.
Юн стал четвёртым президентом Южной Кореи, исповедующим католицизм — после Мун Чжэ Ина, Но Му Хёна (формально католика), Ким Дэ Чжуна и Ро Дэ У. При крещении он получил христианское имя «Амвросий». В то же время Юна и его супругу критиковали за возможные связи с корейскими шаманами, якобы оказывавшими влияние на их управленческие решения.
Юн известен своей любовью к животным. К 2022 году у него было четыре собаки и три кошки, а к 2025 году — уже шесть собак и пять кошек. При его президентстве в 2024 году в Южной Корее был принят закон, запрещающий торговлю и производство собачатины.

## Награды
- Польша: Орден Белого орла (Польша) (2023)[175]
- Румыния: Цепь ордена Звезды Румынии (2024)[176]

### Комментарии
1. ↑  14 декабря 2024 года был отстранён от должности Национальным собранием после принятия законопроекта об импичменте. 4 апреля 2025 года Конституционный суд подтвердил импичмент, окончательно прекратив полномочия Юн Сок Ёля.